# Порецький повіт
Порецький пові́т — історична адміністративно-територіальна одиниця у складі Смоленської губернії Російської імперії. Повітовий центр — місто Поріччя.

## Історія
Повіт утворено 1775 року під час адміністративної реформи імператриці Катерини II у складі Смоленського намісництва.
1796 року повіт розформовано.
1802 — поновлено у складі відновленої Смоленської губернії.
1918 року центр повіту перейменовано на вшанування загиблого більшовицького очільника на місто Демидов й повіт отримав назву Демидовський.
Остаточно ліквідований 1927 року за новим адміністративно-територіальним розмежуванням, територія розподілена переважно між Демидовським і Жарковським районами.

## Населення
За даними перепису 1897 року в повіті мешкало 131 936 осіб (64 028 чоловіків та 67 908 — жінок). За національним складом: росіяни — 97,0%,  білоруси — 1,1%. У повітовому місті Поріччя мешкало 5688 осіб.

## Адміністративний поділ
На 1913 рік повіт поділявся на 16 волостей:
- Бородинська;
- Велистовська
- Верховська;
- Дубровська;
- Заборсевська;
- Іньковська;
- Кавширська;
- Касплянська;
- Кошевицька;
- Лоінська;
- Рибшевська;
- Свистовицька;
- Семеновська;
- Силуяновська;
- Слободська;
- Щучейська.